# Saurornitholestes sullivani
Saurornitholestes sullivani es una especie del género extinto Saurornitholestes ("reptil-ave ladrón") de dinosaurio terópodo dromeosáurido, que vivió a finales del período Cretácico, hace aproximadamente entre 77 a 70 millones de años, desde el Campaniense al Maastrichtiense, en lo que hoy es Norteamérica. Es conocida de la fauna Hunter Wash de la Formación Kirtland en Nuevo México, basado en el frontal SMP VP-1270. Fue descripta y nombrada en 2015 por Steven E. Jasinski. Se diferencia de S. langstoni en los caracteres del frontal.